# Ichneumon pygolissus
Ichneumon pygolissus är en stekelart som beskrevs av Heinrich 1951. Ichneumon pygolissus ingår i släktet Ichneumon och familjen brokparasitsteklar. Inga underarter finns listade i Catalogue of Life.